# 25875 Wickramasekara
25875 Wickramasekara (tên chỉ định: 2000 OT52) là một tiểu hành tinh vành đai chính. Nó được phát hiện bởi dự án Nghiên cứu tiểu hành tinh gần Trái Đất Lincoln ở Socorro, New Mexico, ngày 31 tháng 7 năm 2000. Nó được đặt theo tên Sajith M. Wickramasekara, an American high school student whose medicine và health sciences team project won second place ở the 2009 Giải thưởng Khoa học và Kỹ thuật Intel.